# Ruprechtov (Hroznětín)
Ruprechtov (německy Ruppelsgrün) je malá vesnice, část města Hroznětín v okrese Karlovy Vary v Karlovarském kraji. Nachází se asi 2,5 kilometru jihozápadně od Hroznětína. Ruprechtov leží v katastrálním území Ruprechtov u Hroznětína o rozloze 3,35 km².

## Historie
První písemná zmínka o vesnici pochází z roku 1273.

## Obyvatelstvo
Při sčítání lidu v roce 1921 ve vsi žilo 137 obyvatel (z toho 71 mužů) německé národnosti a římskokatolického vyznání. Podle sčítání lidu z roku 1930 měla vesnice 160 obyvatel německé národnosti. Kromě jednoho evangelíka se hlásili k římskokatolické církvi.
| Rok            | 1869 | 1880 | 1890 | 1900 | 1910 | 1921 | 1930 | 1950 | 1961 | 1970 | 1980 | 1991 | 2001 | 2011 | 2021 |
| -------------- | ---- | ---- | ---- | ---- | ---- | ---- | ---- | ---- | ---- | ---- | ---- | ---- | ---- | ---- | ---- |
| Počet obyvatel | 152  | 170  | 146  | 137  | 151  | 137  | 160  | 73   | 48   | 53   | 50   | 39   | 50   | 46   | 43   |
| Počet domů     | 23   | 23   | 23   | 24   | 24   | 24   | 26   | 17   | 12   | 12   | 11   | 11   | 12   | 12   | 16   |

## Obecní správa
Při sčítání lidu v letech 1869–1950 Ruprechtov byl samostatnou obcí, se kterým patřil nejprve do okresu Karlovy Vary, ale v roce 1950 v okrese Karlovy Vary-okolí. Od roku 1960 do 18. května 1968 byl častí obce Děpoltovice opět v okrese Karlovy Vary. Od 19. května 1968 je částí města Hroznětín v okrese Karlovy Vary. V letech 1869–1910 k obci patřily Nivy.

## Galerie

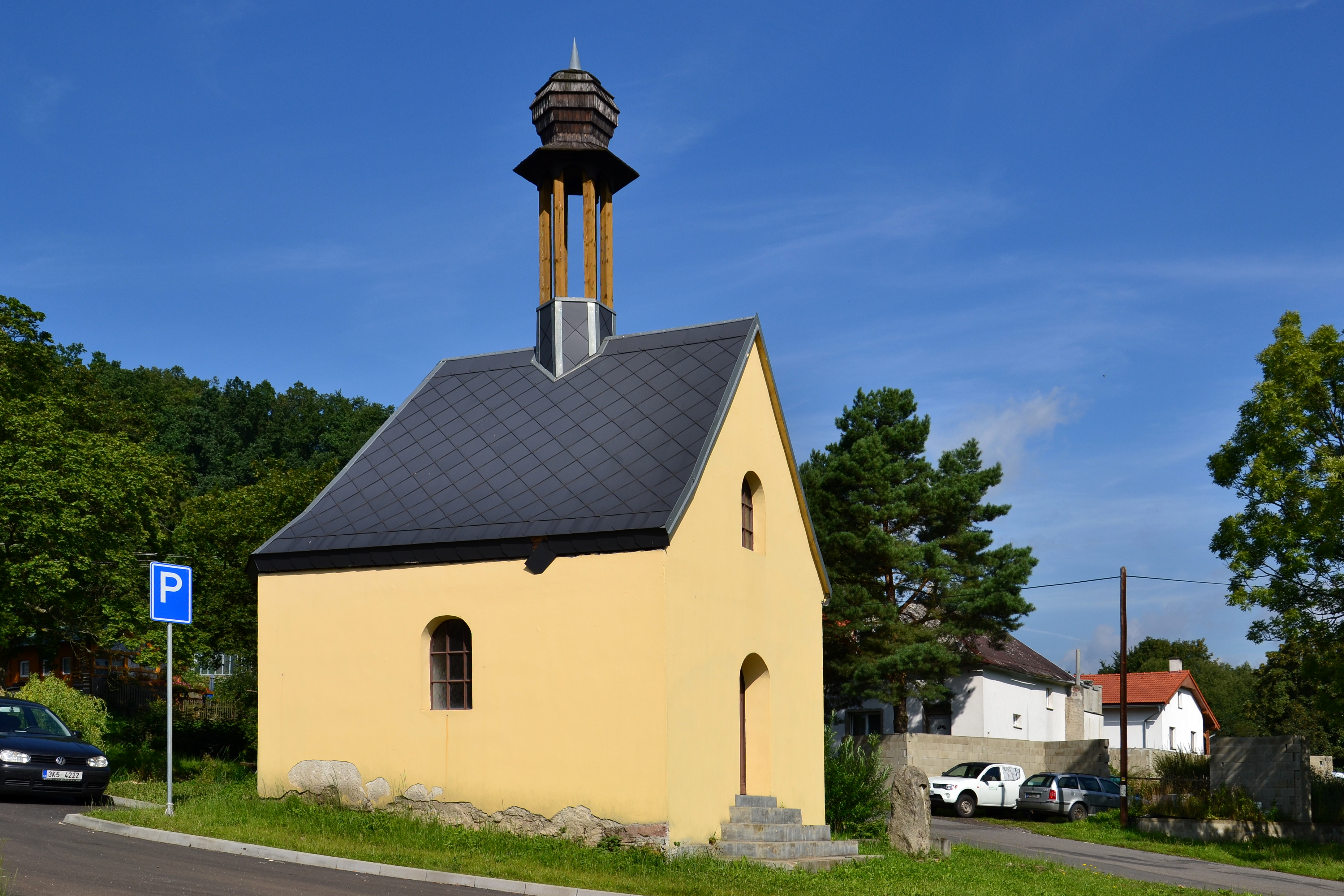
Kaple
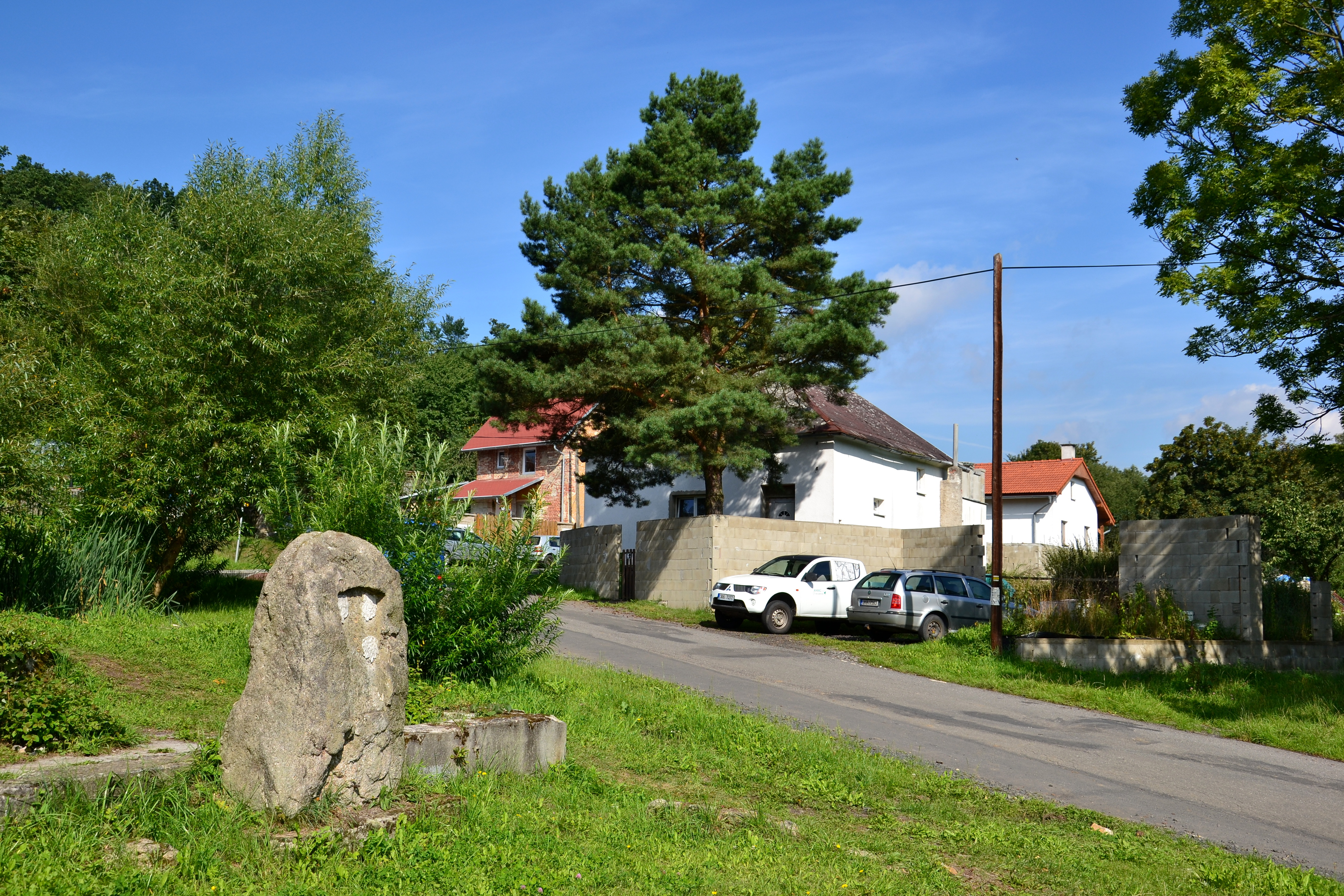
Torzo pomníku
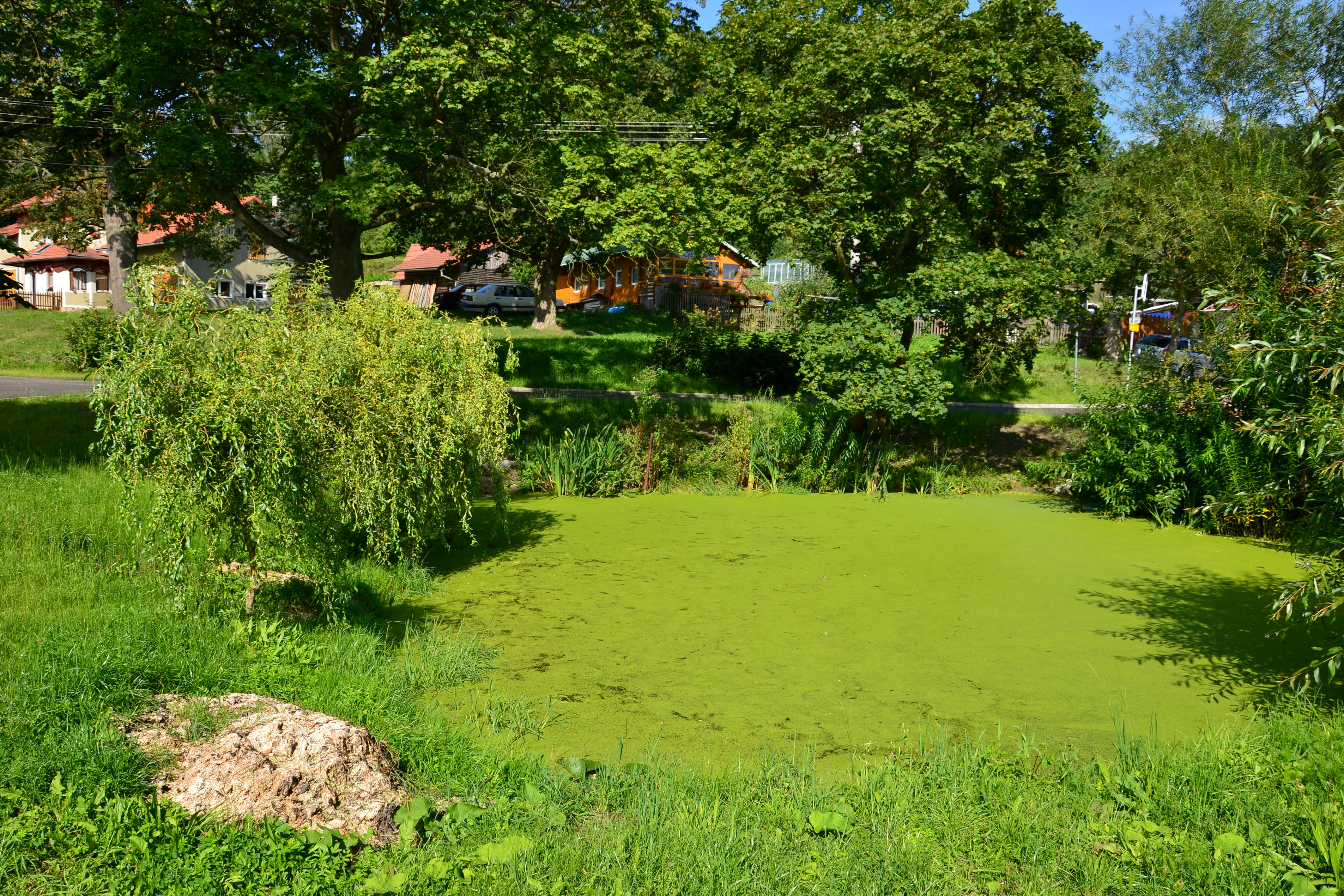
Návesní rybník